# Transamerica Pyramid
 (mars 2020).
Si vous disposez d'ouvrages ou d'articles de référence ou si vous connaissez des sites web de qualité traitant du thème abordé ici, merci de compléter l'article en donnant les références utiles à sa vérifiabilité et en les liant à la section « Notes et références ».
La Transamerica Pyramid (ou Transamerica Tower), construite par l'architecte William Pereira, est le deuxième plus haut gratte-ciel de la ville de San Francisco, dans l'État de Californie, après la Tour Salesforce. Ce bâtiment constitue l'un des symboles de la métropole, avec le Golden Gate Bridge.
Situé dans le quartier des affaires, le bâtiment fait partie du « Centre Pyramide » (Pyramid Center) qui occupe tout un quadrilatère. Il a été construit entre 1969 et 1972.

## Un projet controversé
Lorsque les plans de l'immeuble furent rendus publics en 1968, le fameux projet fut loin de remporter l’adhésion générale. Comme la tour Eiffel en son temps, la forme nouvelle et futuriste de la Transamerica Pyramid provoqua de nombreuses réactions hostiles. Le directeur de l’urbanisme de San Francisco, Allan Jacobs, parla même de « construction inhumaine ». D’autres l’avaient surnommée « le bonnet d’âne ». Mais le maire Joseph Alioto soutenait ce projet avec enthousiasme.
Pendant la construction, la polémique continua : en 1971, le spécialiste de l’architecture du Los Angeles Times, John Pastier, critiquait ouvertement la tour : « C’est de l’architecture antisociale à son pire niveau. Une forme d’anarchie et de perturbation comme on en voit se développer à Berkeley et Oakland, de l’autre côté de la baie. »
Les architectes répondirent par un article du Chronicle : « Si toutes les nouvelles constructions devaient se conformer à la taille et au style architectural de leur quartier, alors nos villes ne seraient encore qu’un agrégat de huttes d’argile. »
Les plans avaient été dessinés par les architectes de William Pereira and Associates. La forme pyramidale de la tour permet à cette dernière de s'ériger en icône et de s'élever davantage que les édifices environnants tout en respectant la limite de coefficient d'occupation du sol du site (ainsi que la surface d'aménagement maximale prescrite) par la réduction de la surface des étages supérieurs. La tour se situe avantageusement au bout de l'axe oblique de Colombus Avenue qui traverse le centre-ville, ce qui lui permet de se singulariser davantage. Les lois d’urbanisme sont très strictes à San Francisco et toute nouvelle construction doit veiller à ne pas dégrader le panorama urbain du centre des affaires. C’est la commission d’urbanisme de San Francisco (San Francisco Planning Commission) qui accorde les permis de construire.

## Le bâtiment aujourd’hui
La tour est construite en retrait par rapport aux immeubles voisins, ce décalage est justifié par la forme de l'édifice qui doit être mise en valeur, devenant ainsi une sorte de tour-îlot monumentale (bien que l'îlot soit plus grand que ce que ne laisse penser la tour). Avec une hauteur de 260 m (324 m en comptant l'antenne), il s'agit du plus grand bâtiment de San Francisco après la Salesforce Tower. Les travaux sont achevés au cours de l’été 1972 et c’est alors le plus haut bâtiment de l’Ouest des États-Unis. Toutefois, en 1974, l’Aon Center, à Los Angeles, le détrône.
La tour repose sur des fondations parasismiques. Elle a résisté sans dommage au séisme de 1989, durant lequel elle a vibré plus d’une minute et les oscillations des étages supérieurs ont presque atteint 0.3 m.
Aujourd'hui, le gratte-ciel n’est plus le siège de la Transamerica Corporation et abrite plus de cinquante entreprises employant 1 500 personnes. En 1999, le conglomérat néerlandais Aegon achète la Transamerica et devient propriétaire du Pyramid Center pour 190 millions de dollars. La Transamerica n’est donc plus qu’une filiale bancaire d'un groupe international plus puissant. La plupart des employés de la société ne travaillent pas dans le bâtiment et sont dispersés dans tous les États-Unis. Le siège social se trouve maintenant à Cedar Rapids, dans l’Iowa.

## Un symbole de San Francisco

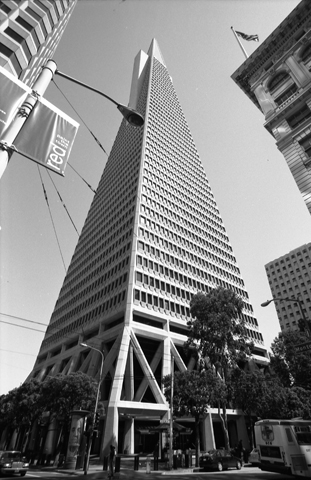
Base antisismique de l'immeuble.

La pyramide n’est pas ouverte à la visite. Cette tour apparait dans beaucoup de films ou feuilletons tournés à San Francisco. Sa flèche, illuminée la nuit, est devenue un symbole de San Francisco. Au sommet, des caméras captent en permanence des images de l’agglomération qu'il est possible de voir sur un récepteur de télévision situé sur Washington Street ou bien sur le site web de Kron4TV.
Dans le film Zodiac (2007), David Fincher représente en accéléré la construction du building afin de figurer l'écoulement du temps et l'apaisement de la ville (l'immeuble s'élève et s'illumine dans la nuit sur les premières mesures de l'Inner City Blues de Marvin Gaye) lorsque le tueur cesse de se manifester et que l'enquête marque le pas. L'immeuble apparaît aussi dans le jeu vidéo Grand Theft Auto: San Andreas sous le nom de Big Pointy Building et dans Driver dans la ville de San Francisco.

## Fiche technique
- Hauteur : 260 mètres

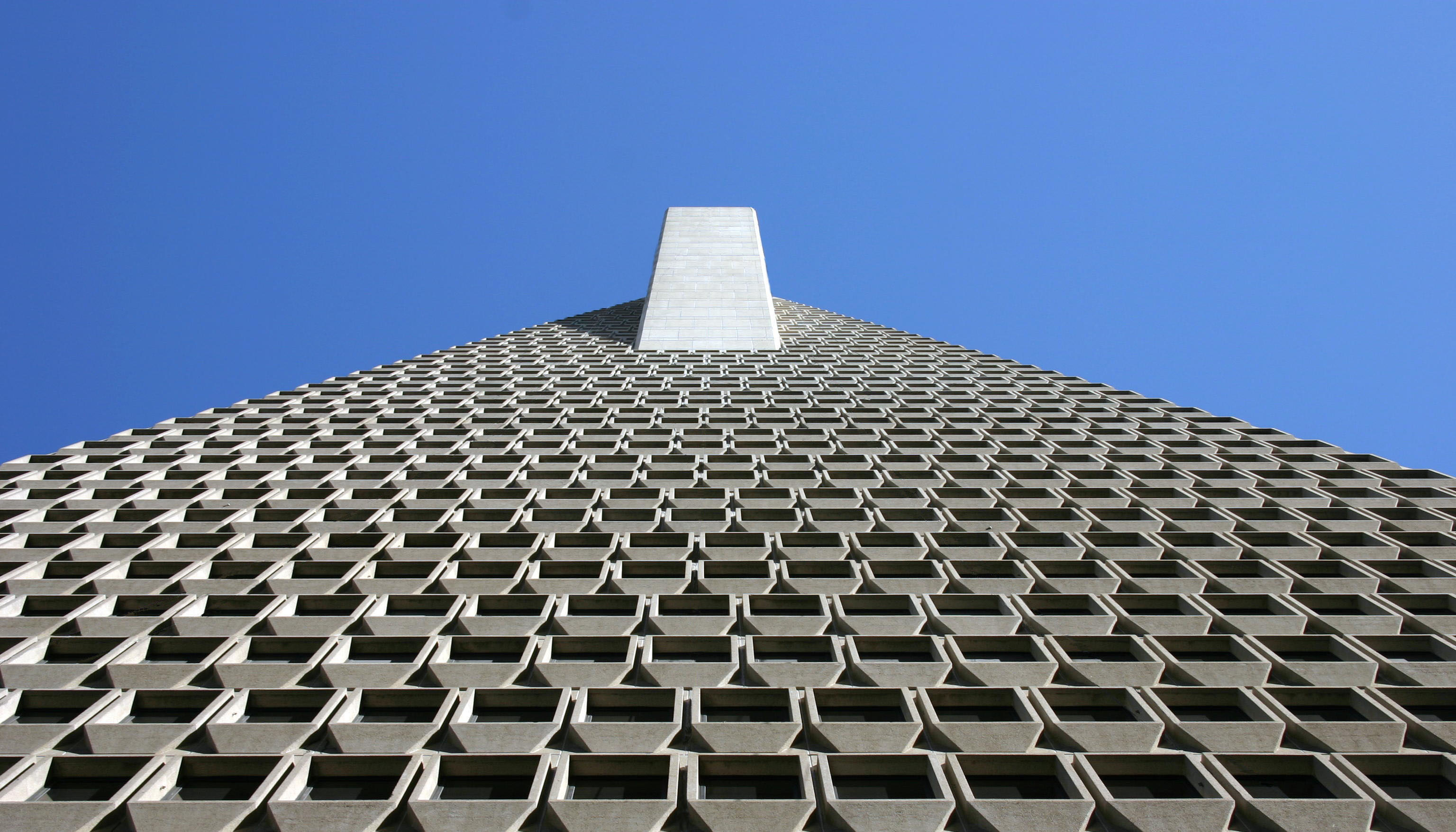
Vue depuis la base

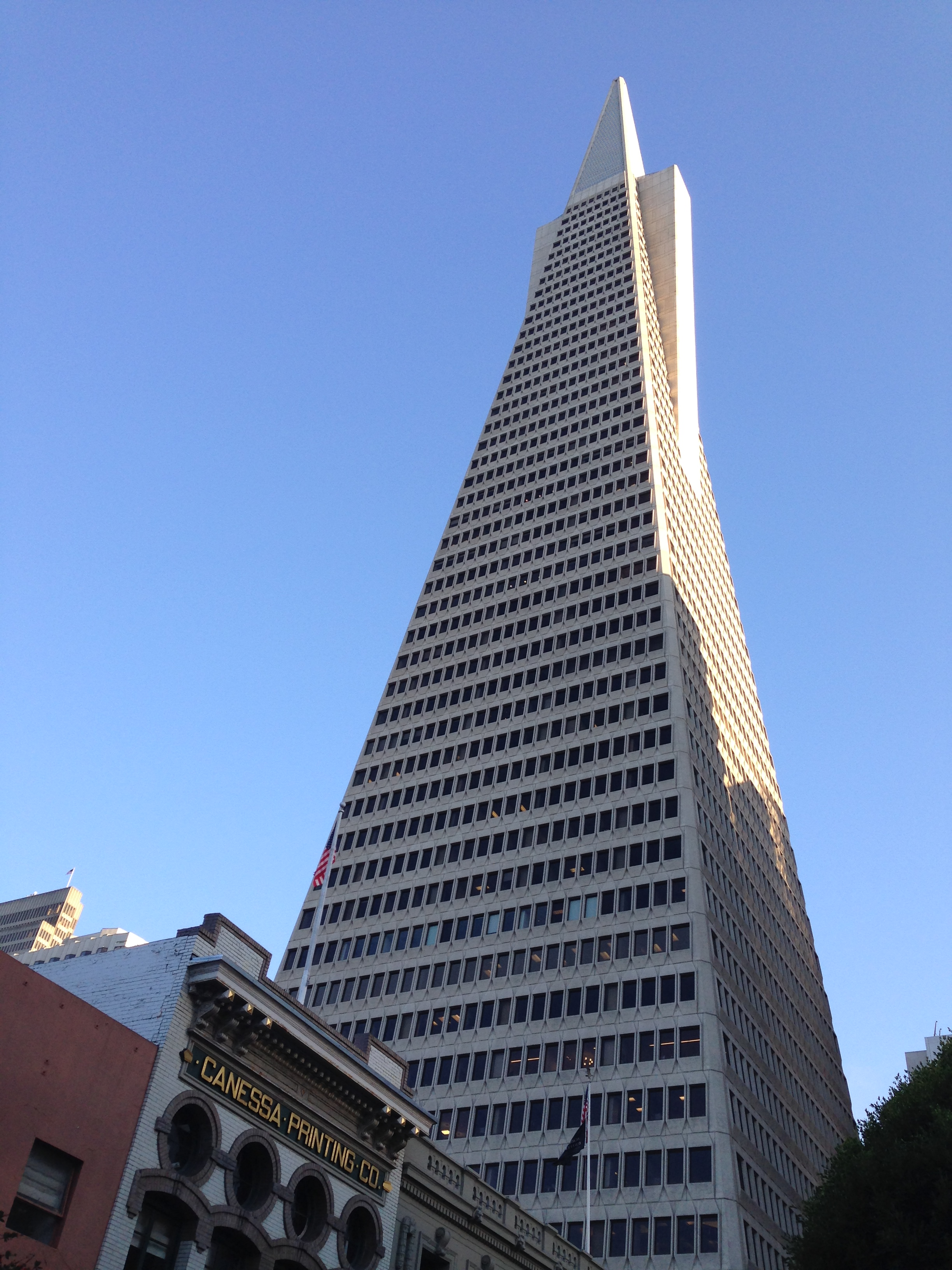
Transamerica Pyramid Tower

- La flèche qui surmonte l’édifice mesure 64 mètres
- Vue depuis la Coit Tower des quartiers de Telegraph Hill et North Beach, avec la Transamerica Pyramid au centre, la Salesforce Tower sur la gauche et le 555 California Street sur la droiteNombre d’étages : 50
- Nombre de fenêtres : 3 678

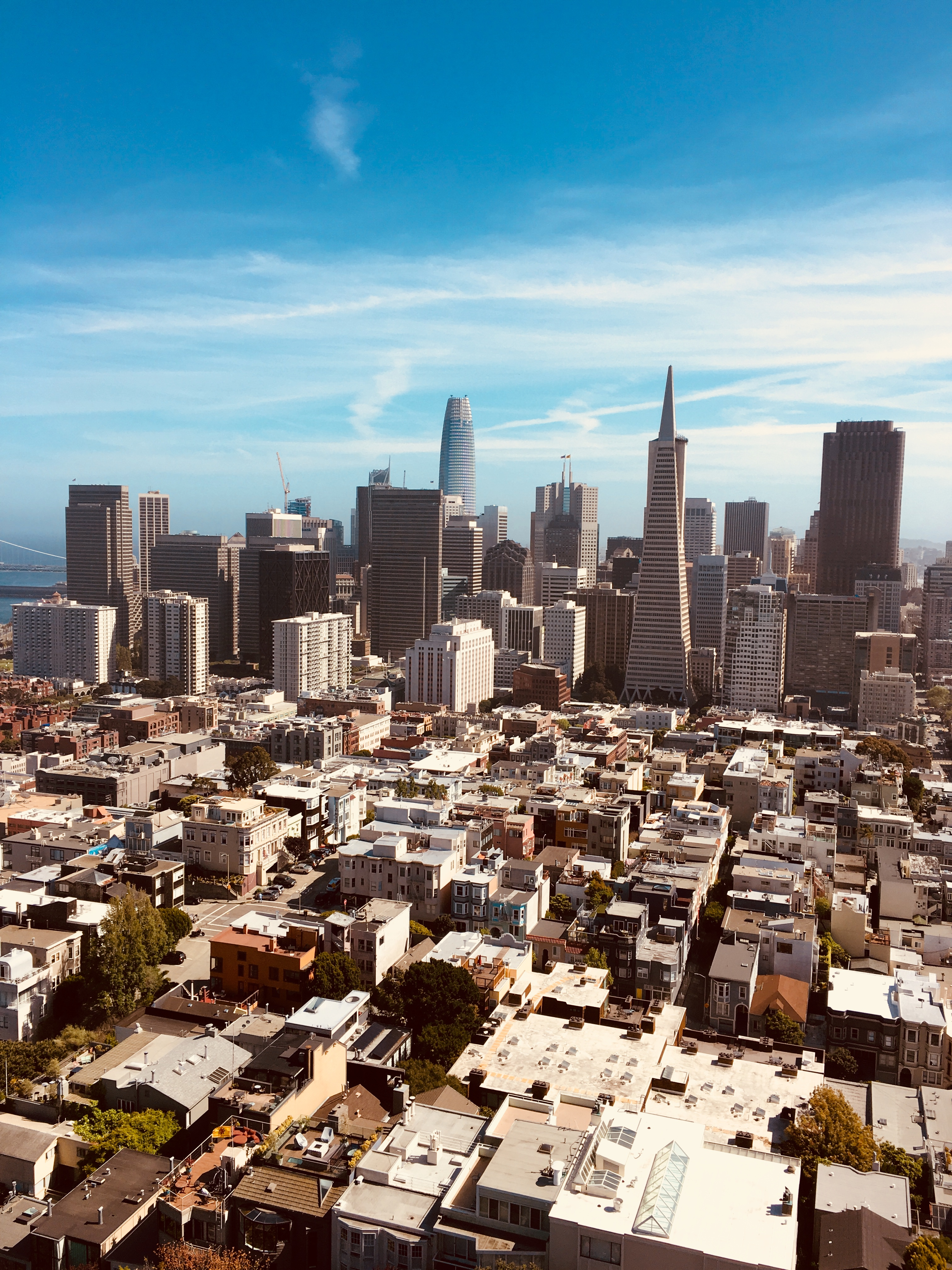
Vue depuis la Coit Tower des quartiers de Telegraph Hill et North Beach, avec la Transamerica Pyramid au centre, la Salesforce Tower sur la gauche et le 555 California Street sur la droite

- Coût de construction : 32 millions de dollars
- Matériaux : béton, verre, acier, aluminium, quartz
- Fondations : béton sur 16 mètres de profondeur. Elles bougent avec les secousses telluriques
- 18 ascenseurs
- 1 500 personnes y travaillent chaque jour (courtiers, assureurs…)
- Restaurant, parking ainsi qu’un hall au rez-de-chaussée

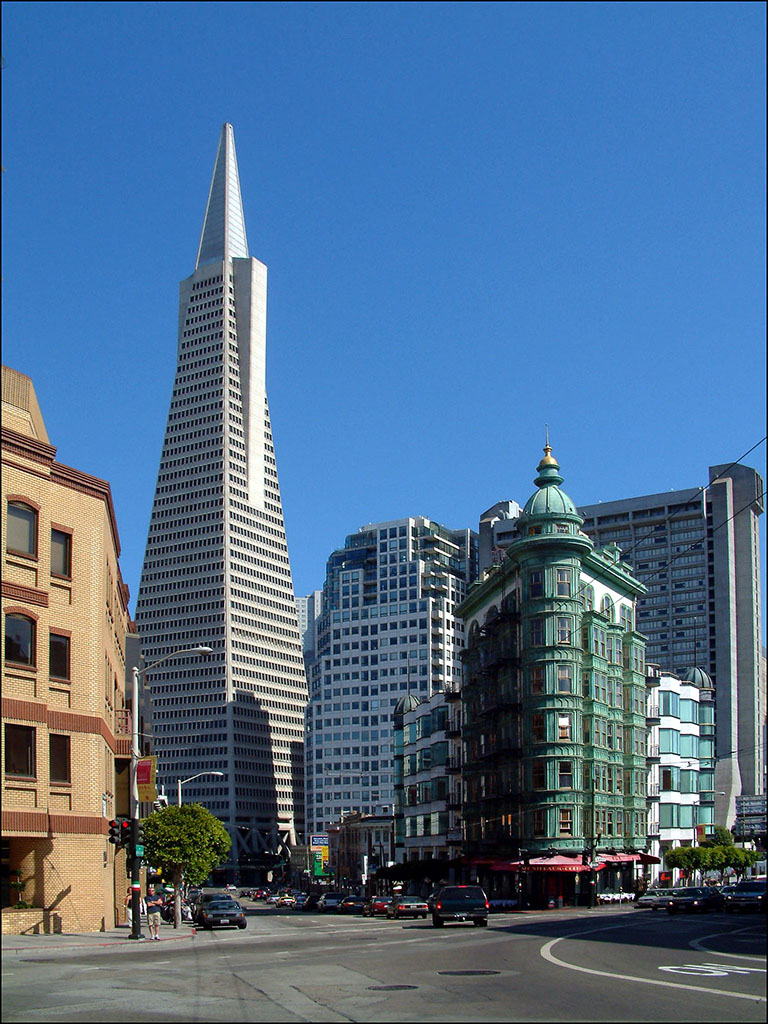

Deux ailes sur les côtés extérieurs depuis le 29e étage pour les ascenseurs et les escaliers desservant les étages supérieurs de la tour.

## Dans la culture populaire

### Films
- Mission impossible : Protocole Fantôme (2011) : film réalisé par Brad Bird dans lequel un missile nucléaire cogne la flèche.
- Mission impossible : Rogue Nation (2015) : film réalisé par Christopher McQuarrie dans lequel la tour est mentionnée à la suite de l'impact du missile.
- San Andreas (2015) : film catastrophe réalisé par Brad Peyton, dans lequel la tour est détruite.
- Sonic (2020) : film réalisé par Jeff Fowler, dans lequel toute une scène se passe sur son toit.

### Jeux-vidéos
La tour apparaît dans les jeux vidéo :
- Grand Theft Auto: San Andreas (2004).
- Driver et  Driver: San Francisco (2011).
- Watch Dogs 2 (2016).

### Séries
- Charmed (1998-2006).
- Monk (2002-2009) : apparition de la tour dans les différents génériques.